# Moscou no creu en les llàgrimes
Moscou no creu en les llàgrimes (rus: Москва слезам не верит) és un drama soviètic dirigit per Vladímir Menxov el 1979. Ha estat doblada al català.

## Argument
La trama del film té lloc a Moscou entre finals dels 1950 i finals dels 1970 i descriu en dos parts la vida sentimental de les tres joves provincianes Katia, Ludmila i Antonina, acabades d'instal·lar-se a la capital soviètica.

### Primera part
Katia, Ludmila i Antonina comparteixen habitació en una residència de Moscou i, encara obcecades pel glamour de la capital, les idealistes i romàntiques joves malden per trobar l'home de la seva vida quan surten cada dia del treball. Ludmila prova la seva sort a la biblioteca de Lenin i Katia es passeja per la turística galeria de Tretiakov mentre Antonina fa coneixença amb Nikolai, un humil obrer menyspreat per les seves companyes, les quals a Moscou esperen conèixer a arquitectes, artistes i enginyers.
Quan Katia té l'oportunitat de mudar-se al pis del seu oncle -el qual marxa de vacances- Ludmila aprofita l'ocasió per organitzar de seguida una festa al luxós gratacel estalinista. Les dues joves es fan passar per dues adinerades germanes durant l'exitosa vetllada en la qual Ludmila coneix a l'esportista Gurin i Katia a Ratxkov, un empleat de la televisió.
Les tres amigues semblen haver assolit el seu objectiu de trobar parella i Antonina és la primera a formalitzar la unió, casant-se amb Nikolai. Això no obstant, la mentida de les dues germanes acaba sortint a la llum amb un desenllaç oposat per a les dues amigues: l'enamorat i humil Gurin perdona a Ludmila mentre que l'hedonista i orgullós Ratxkov abandona a Katia, que es queda sola i embarassada.

### Segona part
Aproximadament quinze anys més tard, Katia ha triomfat professionalment tot esdevenint directora d'una gran fàbrica. Això no obstant, la seva vida privada resta incompleta i ni un afer amorós mantingut amb un home casat pot pal·liar la seva insatisfacció. Pel que fa a la seva filla, ja ha esdevingut tota una adolescent.
Ludmila, per altra banda, té una existència infeliç a causa del seu marit, el qual ha claudicat amb l'esport i ha esdevingut un alcohòlic que constantment li demana diners. Només a Antonina li semblen anar bé les coses, que és feliç amb el seu matrimoni amb tres fills.
Quan Katia retorna a casa després d'haver passat el dia a la datxa de Nikolai i Antonina, una oportuna avaria del cotxe la fa conèixer al mecànic Goixa. Els dos solters estableixen una ràpida amistat i s'enamoren. Això no obstant, les conservadores conviccions morals de Goixa fan que Katia prefereixi ocultar-li la seva professió real.
A causa de Ratxkov, que entra de cop en escena exigint veure a la seva filla, la mentida de Katia és descoberta per Goixa, que abandona el pis. Per segon cop a la vida de Katin, l'ocultació de la seva verdadera identitat li ha passat una mala jugada i, com a conseqüència, es veu de nou sola i abandonada.
Passada una tremenda setmana, Ludmila, Antonina i Nikolai venen a consolar a la desolada Katin, a qui cal que ajudin perquè Moscou no creu en les llàgrimes. Nikolai aconsegueix trobar a Goixa i el convenç a base de vodka perquè retorni amb Katia. Aquest cop, el desenllaç serà positiu per a la parella, que es reconcilia.

## Repartiment
- Vera Alentova: Katia
- Irina Muraviova: Ludmila
- Raisa Riazanova: Antonina
- Aleksei Batàlov: Goixa
- Aleksander Fatiusxin: Gurin
- Boris Smortsxkov: Nikolai
- Natalia Vavilova: Aleksandra
- Iuri Vasiliev: Rudolf

## Observacions
Amb Moscou no creu en les llàgrimes el cineasta Vladímir Menxov va crear una pel·lícula que s'allunya de la propaganda soviètica i a través de la seva trama dramàtica aconsegueix recrear l'atmosfera social del socialisme real dels anys 1950 i 1970 a la capital soviètica.
El títol del film fa referència a un proverbi que significa que Moscou és una ciutat dura en la qual no s'hi val tenir miraments.

## Premis
- Nominació a l'Os d'Or de la Berlinale del 1980.
- Guanyadora de l'Oscar a la millor pel·lícula de parla no anglesa del 1981.
- L'actriu Vera Alentova va ser nomenada millor actriu de l'URSS segons una enquesta elaborada pel diari Sovetskij Ekran el 1980.
- Guanyadora del premi estatal de l'URSS el 1981.
- El president americà Ronald Reagan va veure en diverses ocasions la pel·lícula durant els seus reencontres amb el president de l'URSS Mikhaïl Gorbatxov, amb l'objectiu de comprendre millor la societat russa.[2][3]